# AIA Gold Medal
De AIA Gold Medal is een sinds 1907 door het American Institute of Architects toegekende Amerikaanse architectuurprijs. Met de prijs eert de organisatie een persoon die schepper is van een significant werk dat een determinerende invloed heeft gehad op de theorie en praktijk van de architectuur.
Het is de meest prestigieuze prijs van het instituut. De prijs wordt sinds 1947 bijna jaarlijks toegekend.

## Laureaten van de AIA Gold Medal
- 1907 Sir Aston Webb - Verenigd Koninkrijk
- 1909 Charles Follen McKim (postuum) - Verenigde Staten
- 1911 George Browne Post - Verenigde Staten
- 1914 Jean-Louis Pascal - Frankrijk
- 1920 Egerton Swartwout - Verenigde Staten
- 1922 Victor Laloux - Frankrijk
- 1923 Henry Bacon - Verenigde Staten
- 1925 Bertram Grosvenor Goodhue - Verenigde Staten en Sir Edwin Lutyens - Verenigd Koninkrijk
- 1927 Howard Van Doren Shaw - Verenigde Staten
- 1929 Milton Bennett Medary - Verenigde Staten
- 1933 Ragnar Östberg - Zweden
- 1938 Paul Philippe Cret - Frankrijk/Verenigde Staten
- 1944 Louis Sullivan (postuum) - Verenigde Staten
- 1947 Eliel Saarinen - Finland/Verenigde Staten
- 1948 Charles Donagh Maginnis - Ierland/Verenigde Staten
- 1949 Frank Lloyd Wright - Verenigde Staten
- 1950 Sir Patrick Abercrombie - Verenigd Koninkrijk
- 1951 Bernard Ralph Maybeck - Verenigde Staten
- 1952 Auguste Perret - Frankrijk
- 1953 William Adams Delano - Verenigde Staten
- 1954 niet toegekend
- 1955 Willem Marinus Dudok - Nederland
- 1956 Clarence Stein - Verenigde Staten
- 1957 Louis Skidmore - Verenigde Staten en Ralph Walker - Verenigde Staten
- 1958 John Wellborn Root (postuum) - Verenigde Staten
- 1959 Walter Gropius - Duitsland/Verenigde Staten
- 1960 Ludwig Mies van der Rohe - Duitsland/Verenigde Staten
- 1961 Le Corbusier - Zwitserland
- 1962 Eero Saarinen (postuum) - Finland/Verenigde Staten
- 1963 Alvar Aalto - Finland
- 1964 Balthazar Korab - Hongarije en Pier Luigi Nervi - Italië
- 1965 niet toegekend
- 1966 Kenzo Tange - Japan
- 1967 Wallace Harrison - Verenigde Staten
- 1968 Marcel Breuer - Hongarije/Verenigde Staten
- 1969 William Wurster - Verenigde Staten
- 1970 Richard Buckminster Fuller - Verenigde Staten
- 1971 Louis Kahn - Verenigde Staten
- 1972 Pietro Belluschi - Italië/Verenigde Staten
- 1973 niet toegekend
- 1974 niet toegekend
- 1975 niet toegekend
- 1976 niet toegekend
- 1977 Richard Neutra (postuum) - Oostenrijk/Verenigde Staten
- 1978 Philip Johnson - Verenigde Staten
- 1979 Ieoh Ming Pei - Verenigde Staten
- 1980 niet toegekend
- 1981 Josep Lluís Sert - Spanje
- 1982 Romaldo Giurgola - Italië/Verenigde Staten
- 1983 Nathaniel A. Owings - Verenigde Staten
- 1984 niet toegekend
- 1985 William Wayne Caudill (postuum) - Verenigde Staten
- 1986 Arthur Charles Erickson - Canada
- 1987 niet toegekend
- 1988 niet toegekend
- 1989 Joseph Esherick - Verenigde Staten
- 1990 E. Fay Jones - Verenigde Staten
- 1991 Charles Willard Moore - Verenigde Staten
- 1992 Benjamin Thompson - Verenigde Staten
- 1993 Kevin Roche - Verenigde Staten en Thomas Jefferson (postuum) - Verenigde Staten
- 1994 Sir Norman Foster - Verenigd Koninkrijk
- 1995 César Pelli - Argentinië
- 1996 niet toegekend
- 1997 Richard Meier - Verenigde Staten
- 1998 niet toegekend
- 1999 Frank Gehry - Canada/Verenigde Staten
- 2000 Ricardo Legorreta - Mexico
- 2001 Michael Graves - Verenigde Staten
- 2002 Tadao Ando - Japan
- 2003 niet toegekend
- 2004 Samuel Mockbee (postuum) - Verenigde Staten
- 2005 Santiago Calatrava - Spanje
- 2006 Antoine Predock - Verenigde Staten
- 2007 Edward Larrabee Barnes (postuum) - Verenigde Staten
- 2008 Renzo Piano - Italië
- 2009 Glenn Murcutt - Australië
- 2010 Peter Bohlin - Verenigde Staten
- 2011 Fumihiko Maki - Japan
- 2012 Steven Holl - Verenigde Staten
- 2013 Thorn Mayne - Verenigde Staten
- 2014 Julia Morgan (postuum) - Verenigde Staten
- 2015 Moshe Safdie - Israël/Canada
- 2016 Robert Venturi en Denise Scott Brown - Verenigde Staten
- 2017 Paul Revere Williams (postuum) - Verenigde Staten
- 2018 James Polshek - Verenigde Staten
- 2019 Richard Rogers - Verenigd Koninkrijk
- 2020 Marlon Blackwell - Verenigde Staten
- 2021 Edward Mazria - Verenigde Staten
- 2022 Angela Brooks - Verenigde Staten